# Мурах, Михаэль
Михаэ́ль Му́рах (нем. Michael Murach; 1 февраля 1911, Гельзенкирхен — 16 августа 1941, Дубровка) — немецкий боксёр полусредней весовой категории, выступал за сборную Германии во второй половине 1930-х годов: серебряный призёр летних Олимпийских игр в Берлине, чемпион Европы, пятикратный чемпион национального первенства, победитель многих международных турниров и матчевых встреч. Участвовал во Второй мировой войне и погиб в сражении с советской армией.

## Биография
Михаэль Мурах родился 1 февраля 1911 года в Гельзенкирхене. Активно заниматься боксом начал в раннем детстве, проходил подготовку в местной боксёрской команде «Шальке 04». Первого серьёзного успеха на ринге добился в 1935 году, когда стал чемпионом Германии среди любителей. Благодаря череде удачных выступлений удостоился права защищать честь страны на летних Олимпийских играх 1936 года в Берлине — сумел дойти здесь до финала полусредней весовой категории, но в решающем матче по очкам проиграл финну Стену Сувио.
Получив серебряную олимпийскую медаль, Мурах продолжил выходить на ринг в основном составе национальной сборной, принимая участие во всех крупнейших международных турнирах. Так, в 1937 году он вновь был лучшим в своей стране и съездил на чемпионат Европы в Милан, где одолел всех своих соперников и завоевал тем самым золотую награду. В течение двух последующих лет неизменно становился чемпионом национального первенства, боксировал на чемпионате Европы 1939 года в Дублине, однако не смог пройти дальше стадии четвертьфиналов — проиграл по очкам англичанину Роберту Томасу.
На чемпионате Германии 1941 года стал серебряным призёром, уступив в финале Фердинанду Решке из Гамбурга.
Помимо этого, принимал участие в матчевых встречах со сборными Дании, Италии, Польши, Швеции, Австрии, Венгрии, Финляндии и США. Всего в любительском боксе провёл более двухсот боёв.
Во время Второй мировой войны записался добровольцем в армию, участвовал в боевых действиях на Восточном фронте, участвовал в блокаде Ленинграда. Убит в бою с советскими войсками у деревни Дубровка в Ленинградской области.